# Cosinusy kierunkowe
Cosinusy kierunkowe – liczby opisujące kierunek wektora w przestrzeni.
Jeżeli dany jest wektor {\displaystyle {\vec {a}}} o współrzędnych (wartościach rzutów na osie układu współrzędnych) {\displaystyle {\vec {a}}=[a_{x},a_{y},a_{z}]} i tworzy on odpowiednio z osiami kąty {\displaystyle \alpha ,} {\displaystyle \beta } i {\displaystyle \gamma ,} to cosinusami kierunkowymi wektora {\displaystyle {\vec {a}}} są liczby:
{\displaystyle \cos \alpha ={\frac {a_{x}}{|{\vec {a}}|}},}
{\displaystyle \cos \beta ={\frac {a_{y}}{|{\vec {a}}|}},}
{\displaystyle \cos \gamma ={\frac {a_{z}}{|{\vec {a}}|}},}
gdzie {\displaystyle |{\vec {a}}|} jest długością wektora {\displaystyle {\vec {a}}.}
Kwadraty cosinusów kierunkowych danego wektora sumują się do jedności:
{\displaystyle \cos ^{2}\alpha +\cos ^{2}\beta +\cos ^{2}\gamma =1.}